# Camp Nou
Camp Nou (officieel bekend als het Spotify Camp Nou vanwege sponsorverplichtingen) is het stadion van FC Barcelona, gelegen in de wijk Les Corts in de Catalaanse hoofdstad Barcelona. Het stadion werd officieel geopend op 24 september 1957. Sinds medio 2023 ondergaat het stadion een volledige herontwikkeling als onderdeel van het project Espai Barça.
De gedeeltelijke heropening staat gepland voor september 2025, waarbij eerst de eerste en daarna de tweede ring volledig operationeel zullen zijn. De werkzaamheden aan de derde ring en het dak duren voort tot het seizoen 2026/27.
Camp Nou werd in 1957 geopend met een capaciteit van 93.053 toeschouwers. Na de renovatie zal het stadion circa 105.000 zitplaatsen tellen, waarmee het het grootste UEFA-vijfsterrenstadion van Europa is en tot de drie grootste voetbalstadions ter wereld behoort.
Camp Nou trekt jaarlijks miljoenen bezoekers uit binnen- en buitenland en fungeert, naast speelstadion voor het vrouwenelftal van FC Barcelona en het Catalaans voetbalelftal, ook als locatie voor de clubkantoren en het officiële clubmuseum van FC Barcelona. 
Sinds medio 2022 draagt het stadion de naam Spotify Camp Nou, als gevolg van een hoofdsponsorovereenkomst tussen de club en het muziekstreamingplatform Spotify.

## Geschiedenis
Camp Nou is ontworpen door de architecten Francesc Mitjans Miró, Lorenzo García Barbón en Josep Soteras Mauri. In 1953 nam Francesc Miró-Sans deel aan De verkiezingen voor de clubpresident van FC Barcelona met de slogan Wij willen en zullen een nieuw stadion krijgen! Hij vond het toenmalige stadion Camp de Les Corts te klein voor de groeiende status van de club. Miró-Sans won de verkiezingen en op 28 maart 1954 werd de eerste steen van het Camp Nou gelegd. De bouw van het stadion werd in 1957 voltooid en kostte 288 miljoen peseta. De officiële opening was op 24 september van hetzelfde jaar. Eulogio Martínez maakte het eerste doelpunt in het stadion tegen Legia Warschau (4-2 winst voor FC Barcelona). Camp Nou beschikte ten tijde van de opening van het stadion over 93.053 plaatsen.
Ter gelegenheid van het Wereldkampioenschap voetbal 1982 vond de eerste renovatie en uitbreiding plaats. Dit leidde tot een tijdelijke capaciteit van 120.000 plaatsen. Op 13 juni 1982 vond in Camp Nou de openingsceremonie van het WK-plaats, gevolgd door de wedstrijd tussen Argentinië en België (0-1).
In 1994 onderging het stadion opnieuw een uitgebreide verbouwing, waarbij onder meer de staanplaatsen in de bovenste vakken werden omgevormd tot zitplaatsen. Na de verbouwing kwam de capaciteit van Camp Nou naar 99.354 plaatsen. De hoogte van het stadion bedraagt 48 meter, en Camp Nou beslaat een oppervlakte van 55.000 m² (250 meter lang en 220 meter breed). De afmetingen van het speelveld bedragen 105 meter bij 68 meter.
In 2021 stemden de socios over het plan om het stadion te verbouwen, wat werd goedgekeurd. De goedkeuring van de gemeente volgde in 2022 voor deze historische verbouwing.
Op 26 oktober 2022 werd de laatste UEFA Champions League wedstrijd in Camp Nou gespeeld, op 28 mei 2023 de laatste wedstrijd in de Primera División. De bedoeling is dat Barça in november 2024 terugkeert naar het dan nog in aanbouw zijnde stadion.

## Naamgeving
De officiële naam van het stadion luidde bij de opening in 1957: Nou Estadi del Futbol Club Barcelona. In de volksmond werd echter vanaf het begin de benaming Camp Nou gebruikt, wat in het Catalaans "nieuw veld" betekent. Deze bijnaam werd zodanig ingeburgerd dat de club in 2000 besloot een ledenraadpleging te organiseren over de officiële naamgeving van het stadion.
Tijdens die stemming werd Camp Nou verkozen boven het alternatief Estadi Joan Gamper, genoemd naar de oprichter van de club, Hans-Max Gamper Haessig, beter bekend als Joan Gamper. Sindsdien geldt Camp Nou als de officiële benaming van het stadion. In niet-Catalaanse contexten wordt het stadion soms aangeduid als Nou Camp, wat echter als een germanisme wordt beschouwd en taalkundig onjuist is vanuit Catalaans perspectief.
Op 1 juli 2022 wijzigde de officiële naam naar Spotify Camp Nou, als onderdeel van een meerjarige sponsorovereenkomst tussen FC Barcelona en het Zweedse muziekstreamingbedrijf Spotify. Het betreft de eerste keer in de clubgeschiedenis dat een commerciële naamgever is verbonden aan het stadion.

## Stadion-structuur
Camp Nou is gebouwd op een terrein met beperkte mogelijkheden voor verticale uitbreiding, vanwege de stedenbouwkundige voorschriften van de gemeente Barcelona. Daardoor is bij de oorspronkelijke bouw in de jaren 1950 gekozen voor een ontwerp dat gedeeltelijk ondergronds is aangelegd. Met name de eerste ring bevindt zich voor een groot deel onder het maaiveld, wat ertoe leidt dat de werkelijke omvang van het stadion van buitenaf nauwelijks zichtbaar is. Deze bouwmethode creëerde ruimte voor een groot aantal zitplaatsen zonder de maximale toegestane hoogte te overschrijden.
In het kader van de Espai Barça-renovatie wordt echter wél hoger gebouwd. De bestaande derde ring is gesloopt en maakt plaats voor een volledig nieuwe bovenring, die aanzienlijk hoger zal reiken dan voorheen. Deze uitbreiding zorgt voor een toename van de totale capaciteit tot circa 105.000 zitplaatsen en draagt bij aan een visueel indrukwekkender profiel van het stadion in het stadsbeeld.

## Renovatie
De eerste concrete plannen voor een grootschalige renovatie van Camp Nou dateren uit 2003, toen voorzitter Joan Laporta voor het eerst sprak over een modernisering van het stadion. Op 22 september 2007 presenteerde FC Barcelona een vernieuwingsvoorstel dat onderdeel was van het bredere project Espai Barça. De Britse architect Norman Foster en zijn bureau Foster + Partners werden geselecteerd om het ontwerp te realiseren. Dit voorstel voorzag in een gevel met een mozaïek van gekleurde panelen, geïnspireerd op het werk van Antoni Gaudí, de clubkleuren blaugrana en de Catalaanse Senyera. De zitplaatsen zouden bij neerslag bedekt kunnen worden met verplaatsbare panelen. De kosten werden geraamd op circa €250 miljoen. Ondanks de ambitieuze visie werd het project destijds niet uitgevoerd en verdween het in de ijskast.
Onder de voorzitterschappen van Sandro Rosell en later Josep Maria Bartomeu werden nieuwe voorstellen ingediend, maar ook deze leidden niet tot daadwerkelijke uitvoering. Het project bleef lange tijd steken in de planningsfase.
Na de herverkiezing van Joan Laporta in maart 2021 werd het renovatieproject nieuw leven ingeblazen. Laporta stelde dat het stadion in een staat van verval verkeerde, met verouderde infrastructuur, onvoldoende veiligheid in liften en evacuatieroutes, en gedateerde technologie. Het stadion had volgens hem zijn technische levensduur bereikt.
Op 17 en 23 oktober 2021 stemden de leden (socios) van de club in met het vernieuwde Espai Barça-project, inclusief een financieringsplan ter waarde van €1,5 miljard, gefaciliteerd door onder meer Goldman Sachs. De voorstellen werden met grote meerderheid goedgekeurd. Op 28 april 2022 verleende de gemeente Barcelona formele goedkeuring voor de uitvoering van de plannen.
De renovatiewerkzaamheden begonnen in de zomer van 2023, met als doelstelling een gefaseerde herontwikkeling. De eerste en tweede ring van het stadion worden volledig gerenoveerd, terwijl de derde ring volledig wordt gesloopt en opnieuw opgebouwd. Ook de dakstructuur en technische installaties worden volledig vernieuwd.
De terugkeer van FC Barcelona naar het vernieuwde Camp Nou staat gepland voor september 2025, aanvankelijk met een beperkte publiekscapaciteit. De volledige oplevering van het stadion is voorzien in de zomer van 2026. Eind april 2025 werd het speelveld opnieuw ingezaaid, als voorbereiding op de heropening. 

## Belangrijke wedstrijden

### EK/WK Interlands
| №  | Datum        | Wedstrijd                | Uitslag | Competitie                | Toeschouwers |
| -- | ------------ | ------------------------ | ------- | ------------------------- | ------------ |
| 1. | 17 juni 1964 | Denemarken – Sovjet-Unie | 3 – 0   | EK 1964 1e ronde          | 38.556       |
| 2. | 20 juni 1964 | Hongarije – Denemarken   | 3 – 1   | EK 1964 Troostfinale      | 3.869        |
| 3. | 13 juni 1982 | Argentinië – België      | 0 – 1   | WK 1982 1e Groepsfase (C) | 95.500       |
| 4. | 28 juni 1982 | Polen – België           | 3 – 0   | WK 1982 2e Groepsfase (A) | 65.000       |
| 5. | 1 juli 1982  | België – Sovjet-Unie     | 0 – 1   | WK 1982 2e Groepsfase (A) | 45.000       |
| 6. | 4 juli 1982  | Sovjet-Unie – Polen      | 0 – 0   | WK 1982 2e Groepsfase (A) | 65.000       |
| 7. | 8 juli 1982  | Polen – Italië           | 0 – 2   | WK 1982 Halve finale      | 50.000       |

### Andere belangrijke wedstrijden
| Datum           | Wedstrijd                          | Uitslag | Competitie                        | Toeschouwers |
| --------------- | ---------------------------------- | ------- | --------------------------------- | ------------ |
| 25 juni 1964    | Real Zaragoza – Valencia CF        | 2 – 1   | Finale Jaarbeursstedenbeker       | 50.000       |
| 24 mei 1972     | Rangers FC – Dinamo Moskou         | 3 – 2   | Finale Europacup II 1972          | 24.701       |
| 12 mei 1982     | FC Barcelona – Standard Luik       | 2 – 1   | Finale Europacup II 1982          | 80.000       |
| 24 mei 1989     | AC Milan – Steaua Boekarest        | 4 – 0   | Finale Europacup I 1989           | 97.000       |
| 8 augustus 1992 | Spanje – Polen                     | 3 – 2   | Finale Olympische Spelen          | 95.000       |
| 26 mei 1999     | Manchester United – Bayern München | 2 – 1   | Finale UEFA Champions League 1999 | 90.045       |

### Overige evenementen
Naast voetbalwedstrijden is Camp Nou ook het toneel geweest van verschillende concerten. Muzikanten die in het stadion hebben opgetreden zijn onder meer: Bon Jovi, Michael Jackson, Tina Turner, U2, Pink Floyd, Bruce Springsteen, Frank Sinatra, Julio Iglesias en de drie tenoren José Carreras, Plácido Domingo en Luciano Pavarotti. Op 17 november 1982 hield paus Johannes Paulus II een mis voor meer dan 120.000 mensen in Camp Nou tijdens zijn bezoek aan Barcelona.